# Motuca
Motuca is een gemeente in de Braziliaanse deelstaat São Paulo. De gemeente telt 4.691 inwoners (schatting 2009).

## Aangrenzende gemeenten
De gemeente grenst aan Araraquara, Dobrada, Guariba, Guatapará, Matão, Pradópolis en Rincão.